# 악마의 탄생 (2014년 영화)
《악마의 탄생》(Devil's Due)은 미국에서 제작된 타일러 질렛 감독의 2014년 공포 영화이다. 앨리슨 밀러 등이 주연으로 출연하였다. 이 영화는 2014년 1월 17일 개봉되었다.

## 출연

### 주연
- 앨리슨 밀러
- 자크 길포드
- 스테피 그로트

### 조연
- 로버트 벨루시
- 샘 앤더슨
- 바네사 레이
- 그리프 퍼스트
- 오데사 사이키스
- 더글러스 M. 그리핀